# Mingenew
Mingenew è una città situata nella regione di Mid West, in Australia Occidentale; essa si trova 380 chilometri a nord di Perth ed è la sede della Contea di Mingenew. Al censimento del 2006 contava 283 abitanti.